# 能見浩明
能見 浩明（のうみ ひろあき、1984年6月20日 - ）は日本の元ムエタイ選手・格闘家。現在は格闘技トレーナー。格闘技業界初のコンサルタントとして、ジムコンサルタント及び格闘家コンサルタントとして活動。
愛知県名古屋市出身。
東京の新宿レフティージムのトレーナーとして現在も活動。
全国で行われている女性専用のキックボクシングレッスン・Beatuy Kick Projectのプロデューサーとしての顔も持つ。
元々はムエタイの選手として日本とタイで試合をし活躍。高い指導能力を活かし、Youtubeチャンネル・キックボクシングの教科書『Kick Times』及び、キックボクシングの総合キュレーションサイト・『Kick Times』を運営。
2023年2月5日に東京都千代田区麹町に日本初の完全個室のパーソナルキックボクシングジム・日本一上達できるキックボクシングのパーソナルジムとしてPersonal Kick Studio Nをオープン。オーナーとして経営及び、トレーナーを勤めている。

## 来歴
高校を卒業後陸上自衛隊に入隊し、退官後は東京に上京し営業マンとなる。23歳の時に営業時のストレス発散として家の斜め向かいにできたクラミツムエタイジムに通い始める。蔵満誠の師事の下、26歳でプロデビュー。
当時の仕事に疑問を持っており、師匠である蔵満のように好きなことを仕事にしたいと考え、格闘技以外のインストラクターなどもしながら格闘技トレーナー兼選手として活動。
引退後、トレーナー1本で生計を立て始める。その後33歳の時に格闘技コンサルタント及びトレーナーとして新宿レフティージムと契約。
新宿レフティージム代表の浜川憲一と、女性のためのキックボクシング・Beauty Kick Projectを立ち上げる。
コンサルタントとして複数のジムの立ち上げや企画・営業や選手を担当する。コンサルタントのみならず、Youtube、キュレーションサイトである『Kick Times』を運営している。
Lumpinee Stadium of Japan 及び NO KICK NO LIFEのレフリーも勤めている。レフリー界では最年少とされている。
2023年2月5日に2023年2月5日に東京都千代田区麹町に日本一上達できるキックボクシングのパーソナルジムとしてPersonal Kick Studio Nをオープン。キックボクシングのパーソナルジムを経営している。

## 人物
- 元プロムエタイ選手
- ムエタイ、キックボクシングトレーナー
- Youtuber
- レフリー
- コンサルタント
- 元陸上自衛官
- 趣味はWEB制作、カフェ巡り、ドライブ。
- 引っ越しマニアとして取り上げられている[2]。
- #らーすたぐらまー　と名乗っているが、ラーメンのことは全く詳しくない。